# سیلویو هرناندز
سیلویو هرناندز (اسپانیایی: Silvio Hernández‎؛ ۳۱ دسامبر ۱۹۰۸ – ۲۰ مارس ۱۹۸۴) بازیکن بسکتبال اهل مکزیک بود.